# Helcon laruti
Helcon laruti är en stekelart som beskrevs av Sharma 1984. Helcon laruti ingår i släktet Helcon och familjen bracksteklar. Inga underarter finns listade i Catalogue of Life.